# Waleryj Alaksandrau
Waleryj Michajławicz Alaksandrau (biał. Валерый Міхайлавіч Аляксандраў, ros. Валерий Міхайлович Александров, Walerij Michajłowicz Aleksandrow; ur. 4 maja 1947 w Połocku) – białoruski prawnik i polityk, deputowany do Rady Najwyższej Republiki Białorusi XIII kadencji, w latach 1996–2000 i 2001–2004 deputowany do Izby Reprezentantów Zgromadzenia Narodowego Republiki Białorusi I i II kadencji.

## Życiorys

### Młodość i praca
Urodził się 4 maja 1947 roku w Połocku, w obwodzie połockim Białoruskiej SRR, ZSRR. W 1974 roku ukończył Charkowski Instytut Prawa, uzyskując wykształcenie prawoznawcy i prawnika. Odbył służbę wojskową w szeregach Armii Radzieckiej. Pracował jako operator w Połockiej Wytwórni Włókna Szklanego. W latach 1974–1978 był sędzią śledczym Połockiej Prokuratury Rejonowej i Witebskiej Prokuratury Obwodowej. W latach 1978–1985 pełnił funkcję instruktora w Witebskim Komitecie Obwodowym Komunistycznej Partii Białorusi. W latach 1985–1992 pracował jako prokurator ds. wykroczeń w Witebsku. W latach 1992–1996 był przewodniczącym Witebskiego Obwodowego Sądu Gospodarczego. Pełnił funkcję zastępcy przewodniczącego Białoruskiego Republikańskiego Związku Prawników.

### Działalność parlamentarna
W drugiej turze uzupełniających wyborów parlamentarnych 10 grudnia 1995 roku został wybrany na deputowanego do Rady Najwyższej Republiki Białorusi XIII kadencji z Witebskiego-Praudzinskiego Okręgu Wyborczego Nr 63. 19 grudnia 1995 roku został zarejestrowany przez centralną komisję wyborczą, a 9 stycznia 1996 roku zaprzysiężony na deputowanego. Od 23 stycznia pełnił w Radzie Najwyższej funkcję członka Stałej Komisji ds. Polityki Ekonomicznej i Reform. Był bezpartyjny. Poparł dokonaną przez prezydenta Alaksandra Łukaszenkę kontrowersyjną i częściowo nieuznaną międzynarodowo zmianę konstytucji. 27 listopada 1996 roku przestał uczestniczyć w pracach Rady Najwyższej i wszedł w skład utworzonej przez prezydenta Izby Reprezentantów Zgromadzenia Narodowego Republiki Białorusi I kadencji. Od 18 grudnia pełnił w niej funkcję członka, a potem zastępcy przewodniczącego Stałej Komisji ds. Ustawodawstwa. Zgodnie z Konstytucją Białorusi z 1994 roku jego mandat deputowanego do Rady Najwyższej formalnie zakończył się 9 stycznia 2001 roku; kolejne wybory do tego organu jednak nigdy się nie odbyły. Jego kadencja w Izbie Reprezentantów I kadencji zakończyła się 21 listopada 2000 roku.
12 kwietnia 2001 roku, w wyniku wyborów uzupełniających, został deputowanym do Izby Reprezentantów II kadencji z Witebskiego-Horkowskiego Okręgu Wyborczego Nr 17. Pełnił w niej funkcję członka Stałej Komisji ds. Ustawodawstwa i Kwestii Sądowo-Prawnych. Wchodził w skład zjednoczenia deputackiego „Za Związek Ukrainy, Białorusi i Rosji” oraz grup deputackich: „Jedność”, „Jedna Białoruś”, „Przyjaciele Bułgarii” i „Deputowany Ludowy”. Jego kadencja w Izbie Reprezentantów zakończyła się 16 listopada 2004 roku.

## Odznaczenia
- Medal jubileuszowy „W upamiętnieniu 100-lecia urodzin Władimira Iljicza Lenina”[2].

## Życie prywatne
Waleryj Alaksandrau jest żonaty, ma syna i córkę.